# Водорезовка
Водорезовка (укр.  Водорезівка), село, 
Бригадировский сельский совет,
Изюмский район,
Харьковская область.
Село Водорезовка ликвидировано в ? году.

## Географическое положение
Село Водорезовка находится на востоке от села Бабенково, в 2-х км от реки Сухой Изюмец (левый берег).
В 1-м км проходит автомобильная дорога Т-2109 по которой до города Изюм 7 км.
По селу протекает пересыхающий ручей с небольшой запрудой.